# Abbeydorney
Abbeydorney (Mainistir Ó dTorna em irlandês) é uma vila no Condado de Kerry na República da Irlanda. O nome que significa Monastério do clã de Torna, refere-se a Abadia de Kyrie Eleison da Ordem de Císter que foi estabelecida em 1154 e localiza-se ao norte da vila.

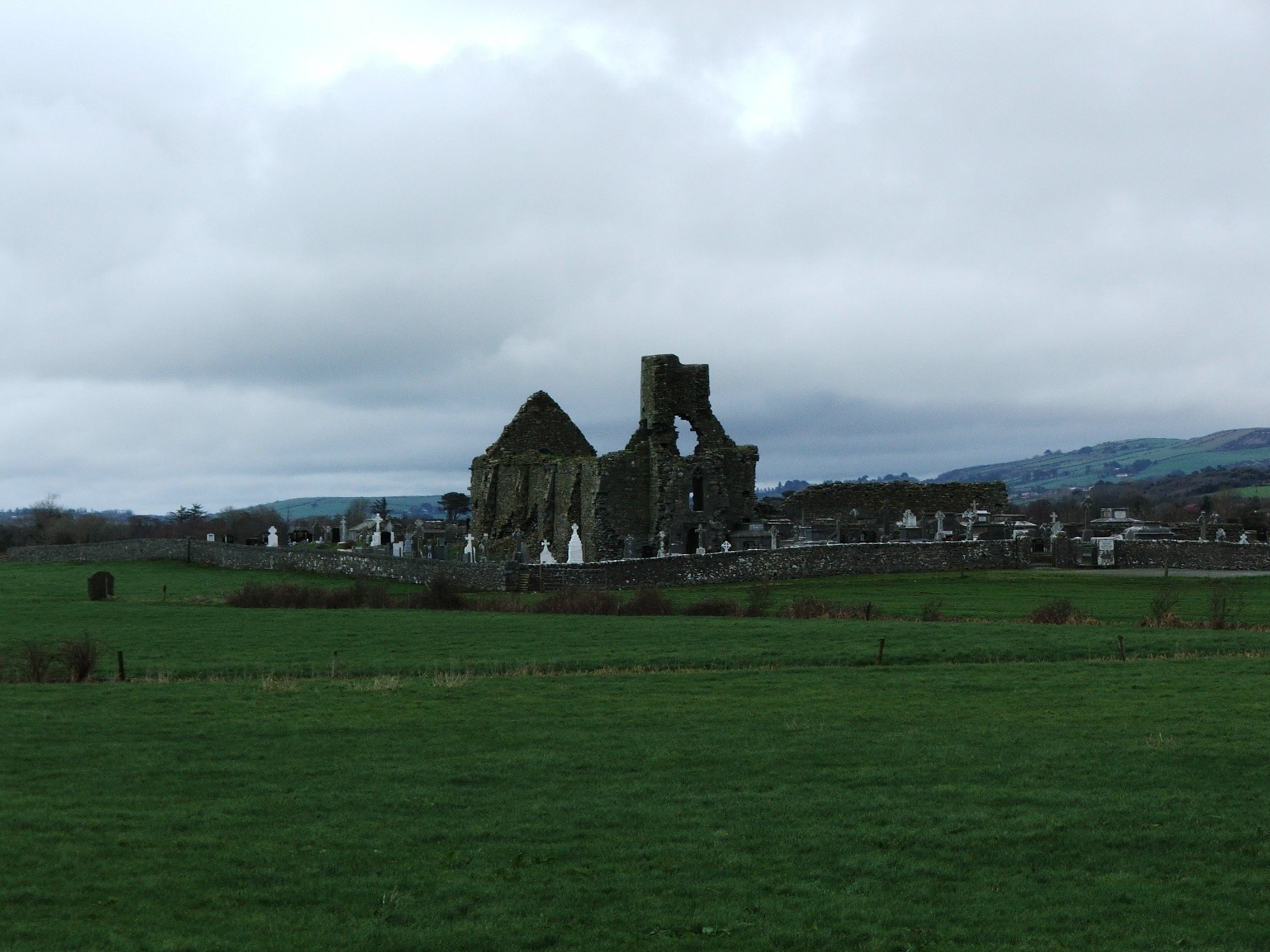
Abadia de Kyrie Eleison